# Spoorlijn Northeim - Nordhausen
De spoorlijn Northeim - Nordhausen, beter bekend als Südharzstrecke of Südharzbahn, is een Duitse, niet geëlektrificeerde spoorlijn en is als spoorlijn 1810 onder beheer van DB Netze. De lijn begint in Northeim en loopt via Herzberg am Harz, Bad Lauterberg im Harz-Barbis, Bad Sachsa, Walkenried en Ellrich richting Nordhausen.

## Tracéverloop

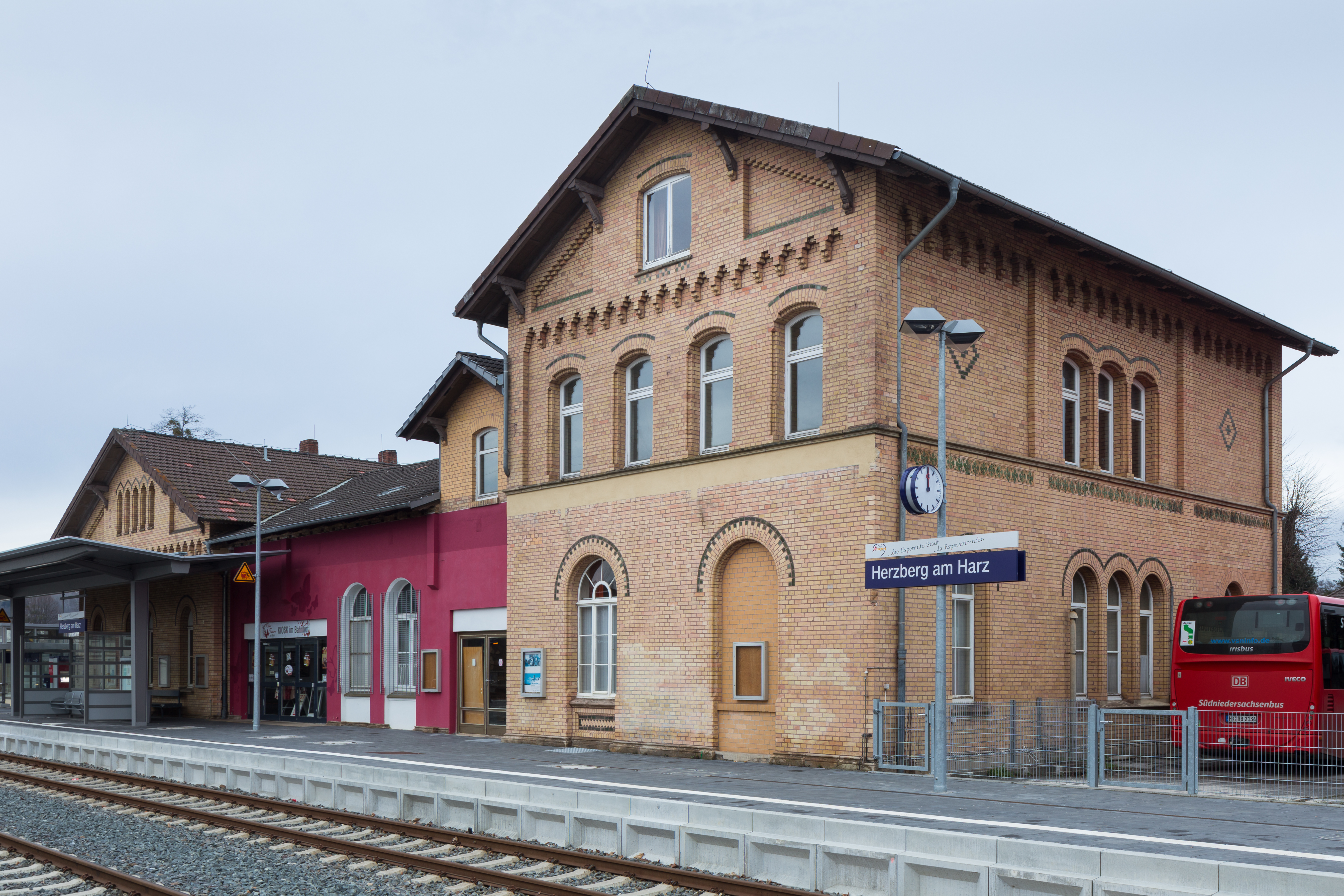
Station Herzberg (Harz) (2014)

De spoorlijn verloopt ongeveer in een oost-westrichting, waarbij Northeim iets noordelijker ligt dan Nordhausen. De lijn loopt vanuit de Leinedal langs de riviertjes Rhume en Oder (Rhume) met een lichte stijging over de Katlenburg-Lindau naar Herzberg am Harz. Vanaf hier stijgt de lijn verder met een maximale helling van 10,6 ‰ via Scharzveld en Barbis naar het voormalige station Osterhagen, het hoogte punt van de lijn. Vervolgens daalt de lijn licht ten zuiden van Bad Sachsa naar Walkenried. Hier is de spoorlijn alleen nog enkelsporig. Oostelijk van Walkenried ligt de enige tunnel in de spoorlijn, om vervolgens in het dal van de rivier de Zorge uit te komen. Kort na de tunnel ligt de grens tussen de deelstaten Nedersaksen en Thüringen, de voormalige Duits-Duitse grens. Vanaf Ellrich volgt de lijn de rivier richting Nordhausen. Bij Niedersachswerfen ligt de Harzquerbahn parallel aan de spoorlijn.

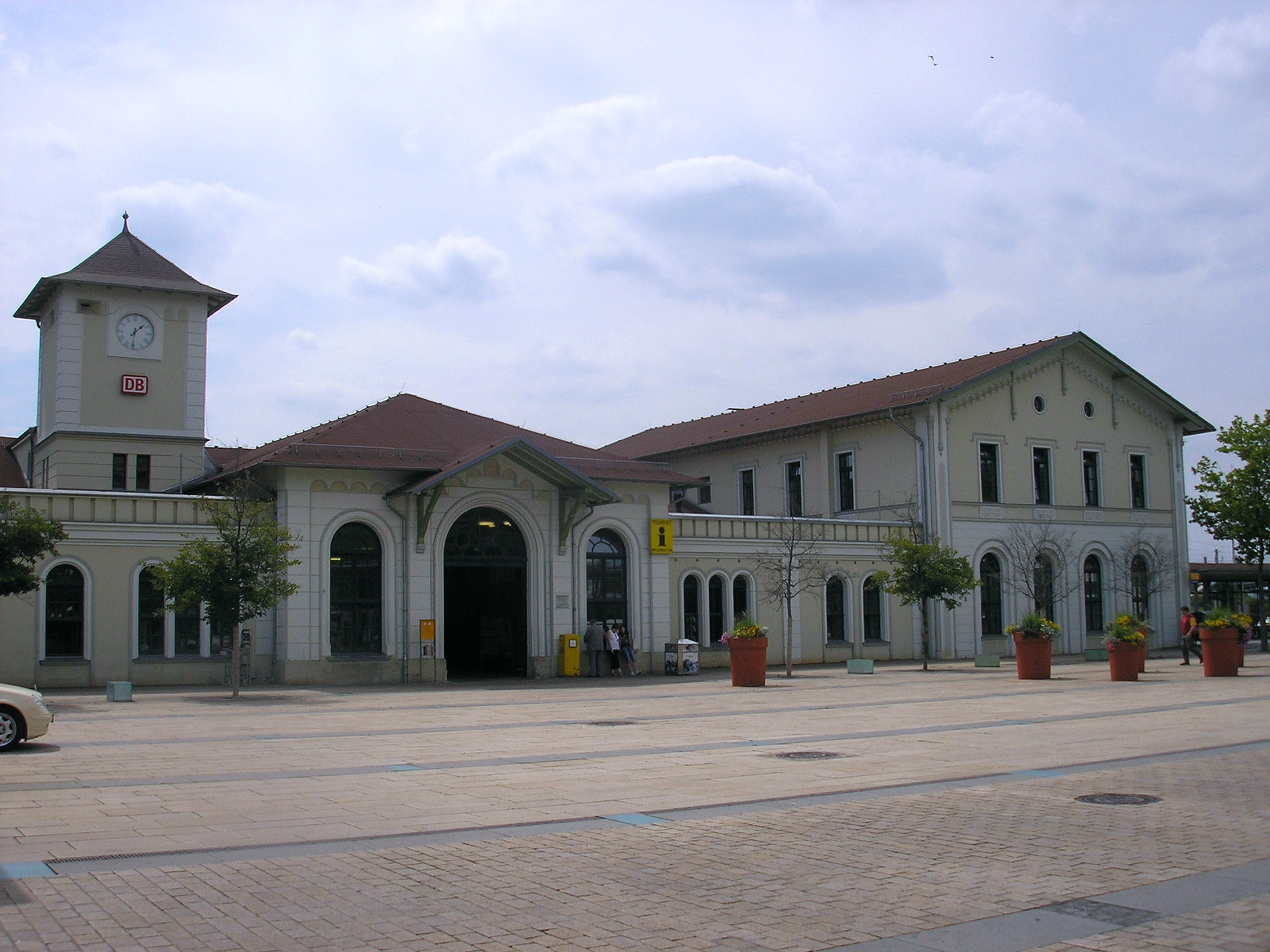
Station Nordhausen (2007)

Van Herzberg tot Niedersachswerfen loopt de Südharsstrecke door de Zuid-Harzer gipskarst. Bij Tettenborn, aan Saschenstein bij Walkenried en bij Woffleben waren er problemen door verzakkingen, waardoor de draagkracht van de boden regelmatig gecontroleerd moet worden. Bij de bouw van de Walkenrieder Tunnel stuiten de bouwers in 1868 op de Himmelreichhöhle (karststeengrot), wat de bouw bemoeilijkte. Die arbeiders kwamen bij de tunnelbouw om het leven, doordat de buis over meerdere meters instortte. 
De kilometrering van de Südharzstrecke begint bij Hannover Hbf. De spoorlijn begint bij Northeim met kilometer 88,6 en eindigt bij Nordhausen met kilometer 157,5.

## Geschiedenis
Vanaf het begin van de jaren 1860 werd door het Koninkrijk Hannover verschillende spoorvarianten ten zuidwesten van de Harz gepland. Daarbij zou enerzijds een verbinding tussen de geplande spoorlijnen Altenbeken - Kreiensen en Halle - Kassel ontstaan, om een deel van het oost-westverkeer te faciliteren. Anderzijds was ook de industriestad Osterode am Harz een richtpunt. 
In 1865 volgde de overeenkomst over het huidige tracé met een eigen zijlijn van Katlenburg naar Osterode. De lijn zou in Hannover door de Staatsspoorwegen en in Pruisen door de Magdeburg-Cöthen-Halle-Leipziger-Eisenbahn-Gesellschaft, die ook de Halle-Kasseler Eisenbahn exploiteerde, gebouwd en geëxploiteerd worden. De Duitse Oorlog van 1866 onderbrak de werkzaamheden. Pruisen als winnaar stond kritisch tegenover Staatsspoorwegen en gaf de hele lijn aan de Magdeburg-Leipziger Eisenbahn, de zijlijn naar Osterode kwam te vervallen.

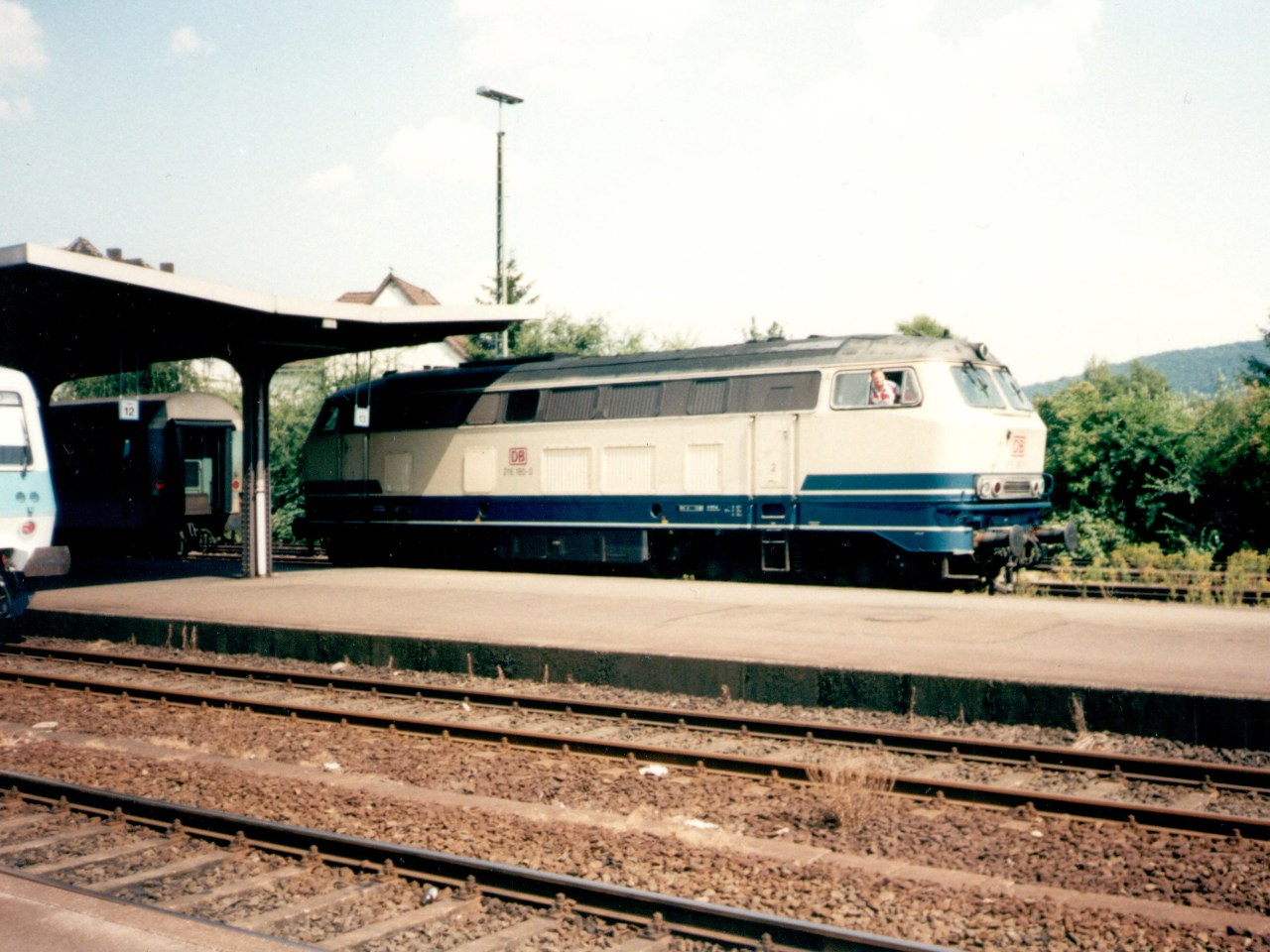
Locomotief 216 180-0 had op 6 augustus 1995 met RE 3666 Northeim bereikt en maakt zich klaar voor de terugreis aan de andere zijde van de rijtuigen

De Südharzstrecke werd op 1 december 1868 van Northeim tot Herzberg en op 1 augustus 1869 volledig tot Nordhausen in gebruik genomen. Na het gereedkomen van de spoorlijn Ottbergen - Northeim in 1878 werd de lijn onderdeel van de kortste verbinding tussen Keulen en Leipzig. De lijn was tot 1945 een van de belangrijkste goederenlijnen tussen het Ruhrgebied en Halle/Leipzig. Voor het reizigersverkeer was de lijn van minder belang, omdat de sneltreinen voornamelijk om de Harz reden.

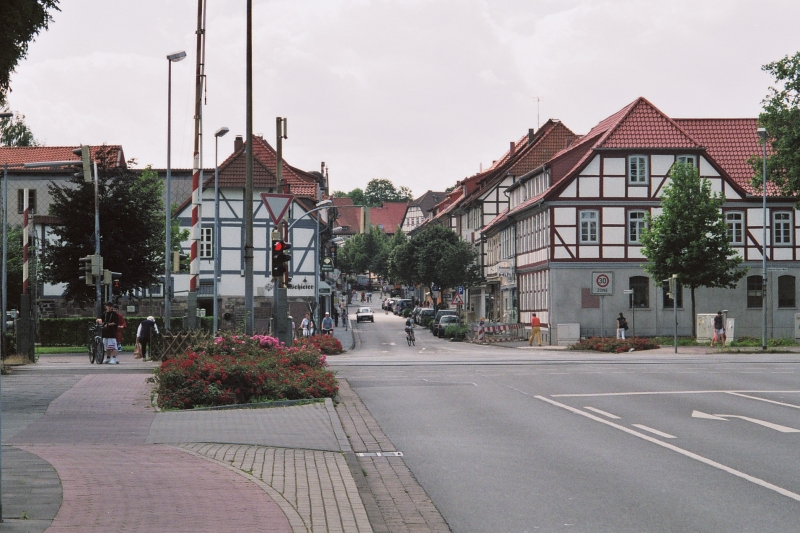
De spoorwegovergang aan de Northeimer Mühlentor, mogelijke locatie voor de halte (2007)

Al vanaf 1911 werden onderhandelingen tussen de stad Northeim met de desbetreffende spoorwegmaatschappij gevoerd voor een halte bij de voormalig Mühlentor, die dichter bij de voetgangerszone ligt dan het huidige station.
Tijdens de Tweede Wereldoorlog was de spoorlijn sterk overbelast. Bij Niedersachswerfen werd het concentratiekamp Mittelbau-Dora gebouwd voor de dwangarbeiders in de nabij gelegen wapenfabriek. Om het gewone reizigersverkeer uit dit gebied te houden, werd tussen Osterhagen en Nordhausen de Helmetalbahn gebouwd. De werkzaamheden begonnen in 1944 en in 1945 was het enkelsporige "dalspoor" kort voor de in gebruik name gereed. Het tweede spoor van de Helmetalbahn, het "bergspoor" voor de tegenrichting, kruiste ongeveer twee kilometer noordoostelijk van de aansluiting van het "dalspoor" de Südharzstrecke. Hierbij zou het "bergspoor" onder de Südharzstrecke gaan om vervolgens ten noorden van de kruising aan te sluiten op de lijn naar Northeim. Aan de bouw van het "bergspoor" werd nooit gebouwd.
De lijn loopt bij Ellrich over de huidige deelstaatsgrens Nedersaksen - Thüringen, die vanaf 1945 de Duits-Duitse grens was. De lijn werd tijdens de tijd van de DDR nog wel gebruikt door goederenverkeer. Op 12 november 1989 was er weer reizigersverkeer mogelijk. Doordat de lijn slecht onderhouden was, konden de treinen op sommige delen maar 30 km/h rijden, waardoor de bestaansrecht van de lijn in de jaren '90 en begin jaren 2000 in gevaar kwam. Ondertussen is het weer mogelijk, om op grote delen van de lijn 100 km/h te rijden.
In Walkenried bestond van 1899 tot 1963 aansluiting aan de metersporige smalspoorlijn Walkenried - Braunlage/Tanne van de Südharz-Eisenbahn-Gesellschaft. In Ellrich takte de lokale zijlijn naar Zorge af. 
De zijlijn naar Bad Lauterberg, de voormalige Odertalbahn, werd op 12 december 2004 voor het reizigersverkeer stilgelegd, later werd ook het station Scharzfeld gesloten en bij de nieuwe dienstregeling op 11 december 2005 door het station Bad Lauterberg im Harz Barbis (circa 1 kilometer oostelijk) vervangen. Dit station lag dichter bij het centrum van Bad Lauterberg dan het station Scharzfeld, ook al is dit nog 4,5 kilometer van het centrum. Het voormalige station Bad Lauterberg (gesloten in 2004) ligt op een kilometer afstand, de in 2015 gesloopte halte Bad Lauterberg-Kurpark (gesloten in 1984) lag direct in het centrum. 
De Südharzstrecke zal in de toekomst worden voorzien van elektronische treinbeveiliging die wordt aangestuurd vanuit de treindienstleiderspost in Göttingen.

## Huidige exploitatie
De Südharzstrecke wordt door een Regionalbahn van DB Regio Nord bediend. Vanaf 2009 wordt elk uur tussen Northeim en Nordhausen gereden, waarbij het ene uur naar Göttingen en het andere uur naar Bodenfelde. Van maandag tot vrijdag rijden er versterkingstreinen van Northeim via Herzberg naar Walkenried, in Herzberg bestaat aansluiting op de treinen naar Osterode am Harz en Braunschweig. Voor de exploitatie worden LINT-treinstellen ingezet.
| Serie | Treinsoort                   | Route                                                                                      | Bijzonderheden                                                         |
| ----- | ---------------------------- | ------------------------------------------------------------------------------------------ | ---------------------------------------------------------------------- |
| RB 80 | Regionalbahn (DB Regio Nord) | Göttingen – Northeim (Han) – Herzberg (Harz) – Bad Lauterberg im Harz Barbis – Nordhausen  | Eenmaal per twee uur                                                   |
| RB 81 | Regionalbahn (DB Regio Nord) | Nordhausen – Bad Lauterberg im Harz Barbis – Herzberg (Harz) – Northeim (Han) – Bodenfelde | Eenmaal per twee uur; versterkingsritten tussen Bodenfelde en Northeim |

## Aansluitingen
In de volgende plaatsen is of was er een aansluiting op de volgende spoorlijnen:
Northeim (Han)
DB 1732, spoorlijn tussen Hannover en Kassel
DB 2975, spoorlijn tussen Ottbergen en Northeim
Wulften
DB 1811, spoorlijn tussen Wulften en Leinefelde
Herzberg (Harz)
DB 1812, spoorlijn tussen Seesen en Herzberg
DB 1813, spoorlijn tussen Herzberg en Siebertal
DB 6717, spoorlijn tussen Bleicherode Ost en Herzberg
Scharzfeld
DB 1815, spoorlijn tussen Scharzfeld en St. Andreasberg
Osterhagen
lijn tussen Osterhagen en Nordhausen
Ellrich
lijn tussen Ellrich en Zorge
Nordhausen
DB 6343, spoorlijn tussen Halle en Hann. Münden

## Trivia
- De perrons van de nieuwe halte Bad Lauterberg im Harz Barbis worden verwarmd door een mix van zonne-energie en aardwarmte, wat het sneeuwruimen vergemakkelijkt;
- In de plaats Zorge, dicht bij Walkenried, werden van 1836 tot 1879 locomotieven en rijtuigen door de Staatliche Maschinenfabrik in Zorge gebouwd;
- Vanuit Herzberg vertrok op 12 november 1989 een speciale trein via Walkenried naar Ellrich. Deze was de eerste trein na Die Wende die de Duits-Duitse grens passeerde.[1]